# National Library of Scotland
The National Library of Scotland (Nationale Bibliotheek van Schotland) is gevestigd in een aantal gebouwen in de Schotse hoofdstad Edinburgh. Het is een van de zes bibliotheken die depotplicht kennen voor werken verschenen in het Verenigd Koninkrijk.
Het hoofdgebouw bevindt zich in de straat George IV Bridge in het stadscentrum. De bouw begon in 1938, maar was, mede door een onderbreking in de Tweede Wereldoorlog, pas in 1956 voltooid. Een moderner, uit de jaren 1980 daterend gebouw staat iets ten zuiden van het centrum. Dit gebouw werd neergezet om extra opslagruimte te creëren, en om meer ruimte te bieden aan specialistische collecties als de omvangrijke kaartenverzameling en de wetenschappelijke bibliotheek.
De bibliotheek beheert onder andere ruim 7 miljoen boeken,meer dan anderhalf miljoen kaarten en talloze tijdschriften en andere publicaties. Onder de topstukken bevinden zich een Gutenbergbijbel, het originele manuscript van Charles Darwins Origin of Species en de First Folio van William Shakespeare.
De National Library of Scotland is onder de huidige naam bij kracht van wet ontstaan in 1925. Het werd daarmee de opvolger van de in 1689 ontstane gespecialiseerde 'Advocates Library', die in 1710 de status kreeg van nationale bibliotheek en het wettelijk recht kreeg een exemplaar op te eisen van elk werk dat in Groot-Brittannië verscheen. Daarnaast werd de collectie uitgebreid door aankopen. Tegen de jaren 1920 werd de verzameling te omvangrijk om beheerd te worden door een private organisatie en deze werd vervolgens in 1925 genationaliseerd.